# Rufius Magnus Faustus Avienus
Rufius Magnus Faustus Avienus (kurz [Flavius] Avienus iunior; * in Rom; † nach 534) war ein spätantiker römischer Politiker zur Zeit des Ostgotenreichs Anfang des 6. Jahrhunderts n. Chr.
Einige Abschnitte von Avienus’ Leben sind durch den lebhaften Briefwechsel mit seinem Lehrer  Ennodius dokumentiert. So wurde Avienus in Rom geboren, in Ligurien erzogen und besonders literarisch ausgebildet. Sein Vater war Anicius Probus Faustus (Konsul 490), sein Großvater Gennadius Avienus (Konsul 450) und sein Bruder Ennodius Messala (Konsul 506). Avienus war durch seine Mutter mit Ennodius verwandt.
Im Jahr 502 wurde Avienus, obwohl noch jung, zum Konsul ernannt. Ennodius äußerte sich erfreut über Avienus’ Ernennung. 503 war Avienus in Rom, als er von einer Krankheit betroffen wurde. Im Winter 507 oder 508 weilte er mit seinen Eltern in Ravenna und übernahm bis 512 während der Prätorianerpräfektur seines Vaters eines der höchsten Hofämter. Nach der Auflösung einer früheren Verlobung im Sommer 511 verlobt er sich erneut. 512 kehrte Avienus nach Rom zurück und heiratete die Tochter einer vornehmen Familie.
Im Jahr 527 wurde Avienus von König Athalarich zum Prätorianerpräfekt ernannt, um die Fehlgriffe seines Vorgängers Abundantius zu beheben. Im Jahr 534 erhielt Avienus als erster (wahrscheinlich als caput senatus) unter den Senatoren einen Brief von Papst Johannes II.